# Masamori Tokuyama
Masamori Tokuyama (japanisch 徳山 昌守 Tokuyama Masamori, koreanisch 홍창수, 洪昌守, Hong Chang-soo; * 17. September 1974 in Tokio, Japan) ist ein ehemaliger Boxer im Superfliegengewicht, der für Nordkorea antrat.

## Profikarriere
Tokuyama entstammt der koreanischen Minderheit in Japan und startete daher für Nordkorea.
Am 27. August 2000 boxte er gegen In-Joo Cho um den Weltmeistertitel des Verbandes WBC und siegte durch einstimmige Punktrichterentscheidung. Diesen Gürtel verteidigte er insgesamt acht Mal und verlor ihn im Juni 2004 an Katsushige Kawashima durch Knockout. 
Allerdings gewann er das direkte Rematch, welches am 18. Juli des darauffolgenden Jahres stattfand, gegen Kawashima durch einstimmigen Beschluss und wurde dadurch zum zweiten Mal WBC-Weltmeister im Superfliegengewicht. Nach einer erfolgreichen Titelverteidigung gegen José Navarro im Februar des darauffolgenden Jahres trat Tokuyama als Weltmeister zurück.
2007 ging er nach Südkorea und studierte dort an der Yonsei-Universität in Seoul, kehrte dann nach Japan zurück und betreibt seit 2009 ein Yakiniku-Restaurant in Osaka. 